# Mary Wilson
Mary Wilson (Detroit, 6 marzo 1944 – Henderson, 8 febbraio 2021) è stata una cantante statunitense.

## Biografia
Divenne celebre al grande pubblico in quanto uno dei membri originali delle Supremes (insieme a Diana Ross e Florence Ballard), gruppo musicale femminile R&B dell'etichetta Motown che ebbe una grande popolarità a cavallo fra gli anni sessanta e settanta.
Mary Wilson rimase nel gruppo per tutti i sedici anni in cui le Supremes si esibirono, e dopo lo scioglimento del gruppo intraprese la carriera da solista che la portò nel 1979 a pubblicare il suo primo album, intitolato proprio Mary Wilson e prodotto dalla Motown. Lo scarso successo dell'album però fece perdere alla cantante il contratto con la prestigiosa etichetta.
In seguito la Wilson cambiò il proprio repertorio, adattandosi ad uno stile più vicino a jazz e blues.
Dal matrimonio, poi fallito, con Pedro Ferrer, nacquero tre figli, uno dei quali, Rafael, morì a 14 anni in un incidente stradale nel quale anche lei rimase coinvolta.
Mary Wilson è deceduta l'8 febbraio 2021 a Henderson (Nevada) all'età di 76 anni. Il Clark County Coroner dichiarò che la Wilson era morta per problemi cardiovascolari. Due giorni prima del decesso, l'artista aveva annunciato su YouTube la sua intenzione di pubblicare materiale registrato da solista con la Universal Music Group, che sperava di vedere pronto per il giorno del suo compleanno, il 6 marzo.
La sua autobiografia Dreamgirl: My Life As a Supreme, pubblicata nel 1986, è stata un notevole successo commerciale ed ha ispirato il film del 2007 Dreamgirls.

## Discografia da solista
- Mary Wilson (1979)
- Walk the Line (1992)
- Up Close: Live From San Francisco (2007)